# Temporada 2024 de NASCAR México Series
La temporada 2024 de la NASCAR México Series será la decimoséptima edición de dicho campeonato.
Comenzará el 24 de marzo en San Luis Potosí y finalizará el 10 de noviembre en la Ciudad de México.

## Calendario
El calendario consistirá en las siguientes 12 rondas:
| Ronda | Circuito                                                                              | Fecha            |
| ----- | ------------------------------------------------------------------------------------- | ---------------- |
| 1     | Super Óvalo Potosino, San Luis Potosí                                                 | 24 de marzo      |
| 2     | Súper Óvalo Chiapas, Chiapas                                                          | 14 de abril      |
| 3     | El Dorado Speedway, Chihuahua                                                         | 4 de mayo        |
| 4     | Óvalo Aguascalientes México, Aguascalientes                                           | 26 de mayo       |
| 5     | Autódromo Monterrey, Nuevo León                                                       | 16 de junio      |
| 6     | Autódromo Miguel E. Abed, Amozoc                                                      | 7 de julio       |
| 7     | Super Óvalo Potosino, San Luis Potosí o Trióvalo Internacional de Cajititlán, Jalisco | 21 de julio      |
| 8     | Autódromo de Querétaro, Querétaro                                                     | 11 de agosto     |
| 9     | Óvalo Aguascalientes México, Aguascalientes                                           | 1 de septiembre  |
| 10    | El Dorado Speedway, Chihuahua o Trióvalo Internacional de Cajititlán, Jalisco         | 21 de septiembre |
| 11    | Autódromo Miguel E. Abed, Amozoc                                                      | 13 de octubre    |
| 12    | Autódromo Hermanos Rodríguez                                                          | 10 de noviembre  |